# Міланський університет

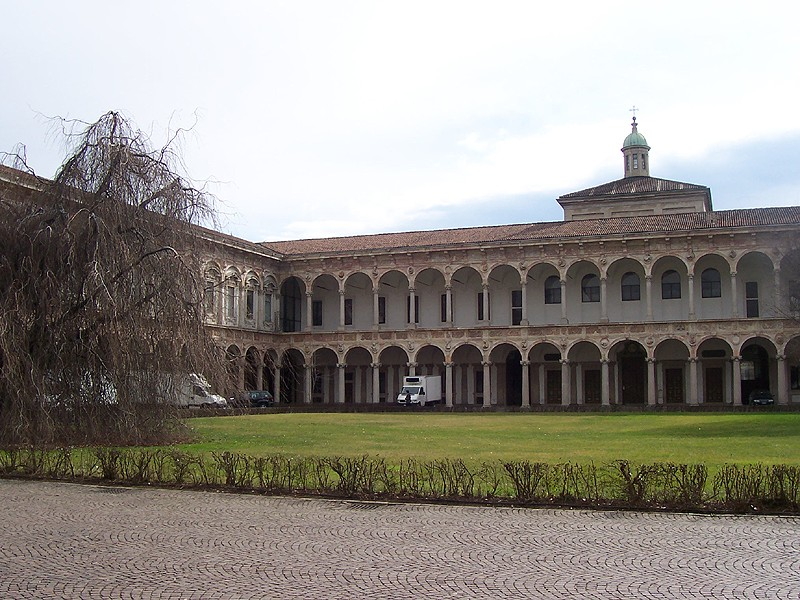
Галерея Маджоре або Почесний двір

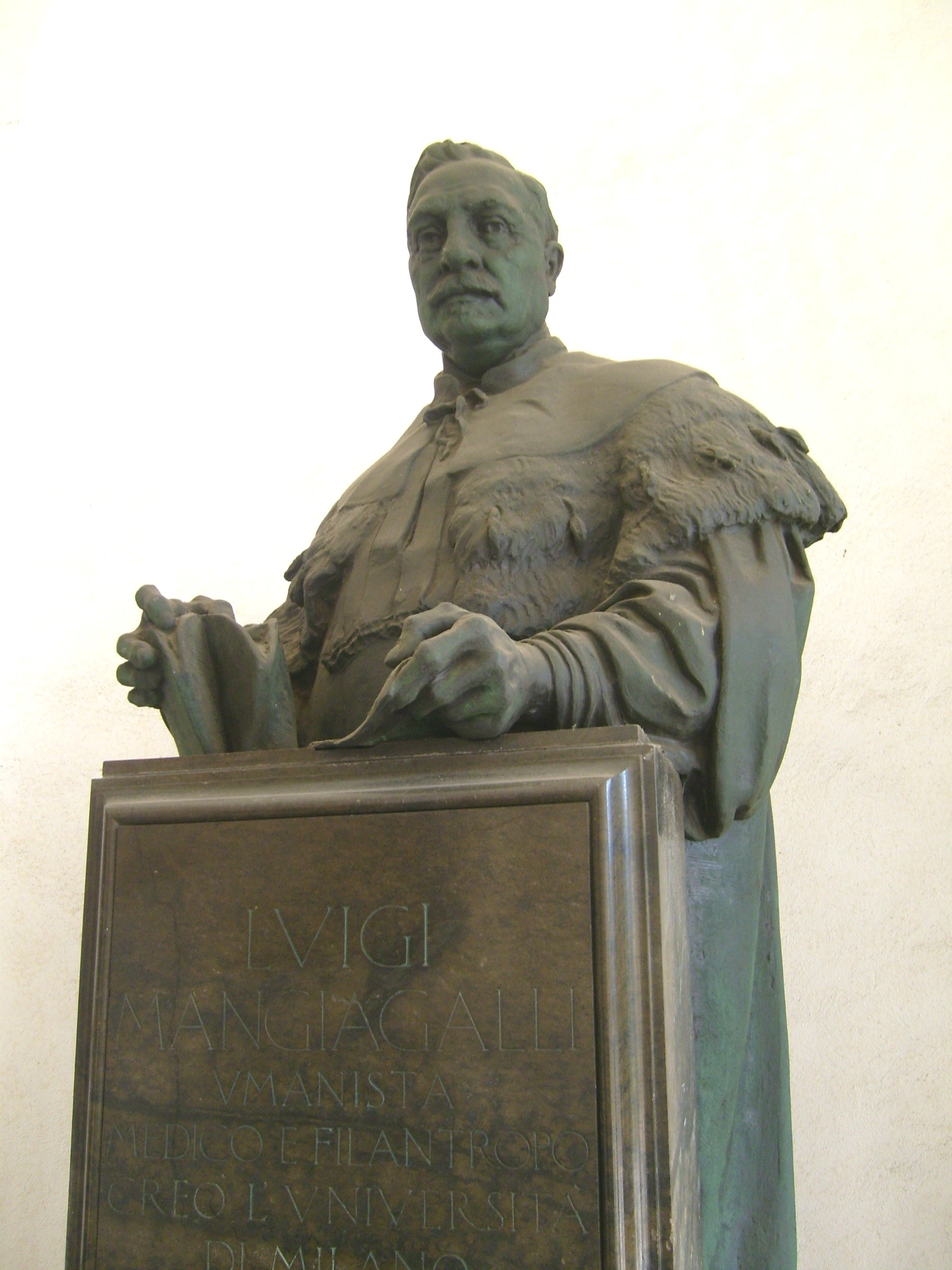
Бюст першого почесного ректора Луїджі Манджяґаллі

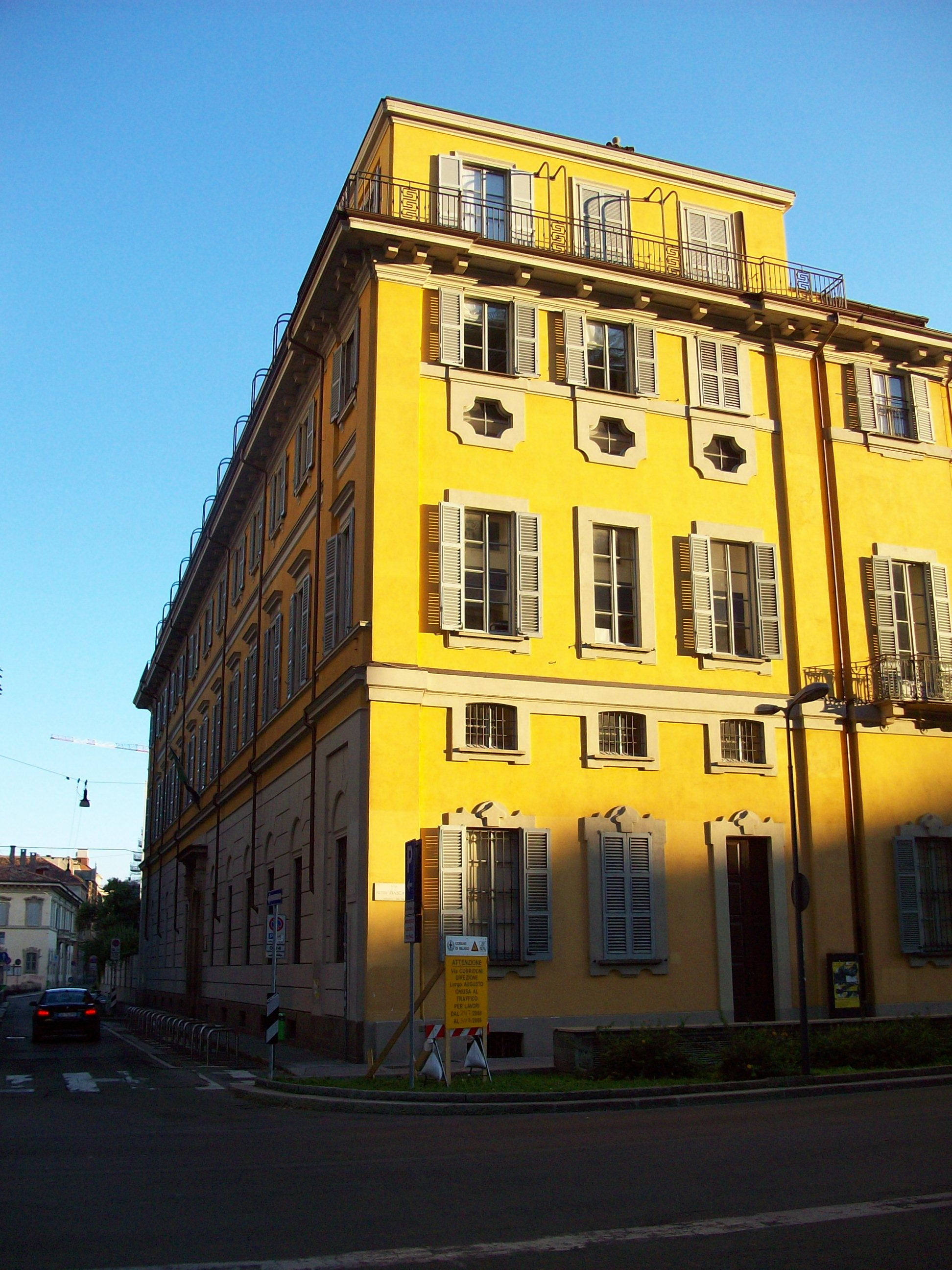
Палац Реста-Паллавічіно — корпус факультету політичних наук

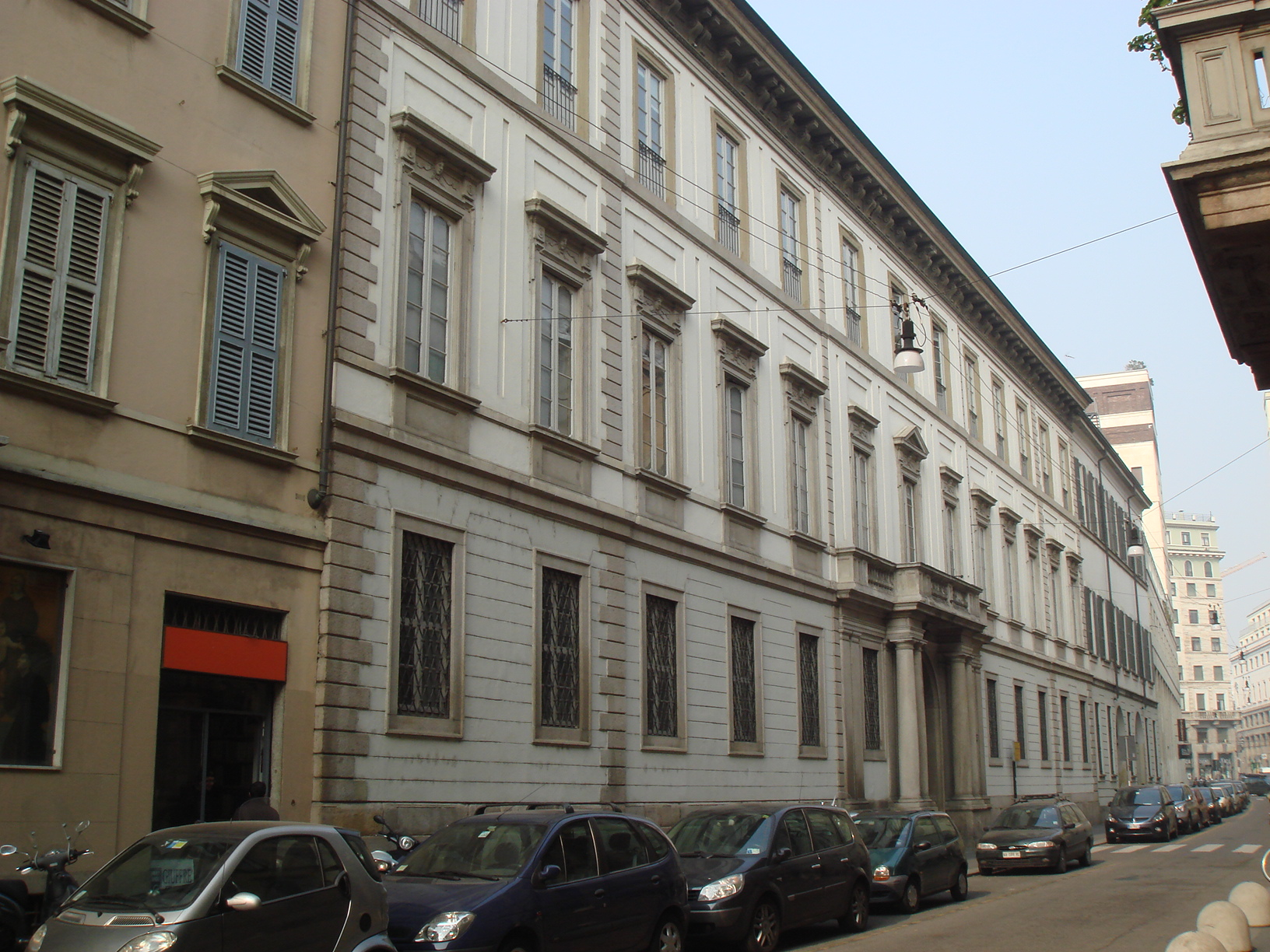
Палац Ґреппі — місце проведення конгресів та семінарів

Міланський державний університет (Università degli Studi di Milano або Statale di Milano) є найбільшим державним університетом в Мілані та Ломбардії, головний корпус якого знаходиться у колишньому Шпиталі Маджоре (Ка' Гранда), побудований герцогом міланським Франческо Сфорца. Це єдиний італійський університет, що входить до LERU (Ліга європейських дослідницьких університетів). Він незмінно займає перші місця серед університетів Італії (ARWU), поділивши це місце з Університетом Пізи та Римським університетом Сапієнца, а також є одним із найкращих університетів Італії, як загалом, так і в окремих предметних областях в інших системах рейтингу.

## Історія
Міланський державний університет був заснований 30 вересня 1923 року в результаті об'єднання мистецько-філософського факультету Міланської Академії (Accademia, заснована в 1861 р.) та Клінічного Інституту вдосконалення (Istituti Clinici di Perfezionamento, засн. Луїджі Манджяґаллі в 1906 році).

## Організація
Університет має 9 факультетів і 78 кафедр, 134 навчальних курсів: корпуси займають понад 200 будівель, є 113 бібліотек, різноманітні науково-дослідні центри, оркестр.

### Факультети
- аграрний (місцезнаходження — студентське містечко Città Studi)
- фармацевтичний (Città Studi)
- юридичний (Cà Granda, вул. Свято прощення)
- філологічно-філософський (Cà Granda, вул. Свято прощення — площа Св. Алессандро — вул. Меркаллі)
- медично-хірургічний (Cà Granda, вул. Свято прощення — шпиталь Маджоре, університетська поліклініка)
- ветеринарна медицина (Città Studi)
- математики, фізики та інших природничих наук (Città Studi)
- фізичний (Città Studi)
- політичних наук (Палац Реста-Паллавічіно, вул. Консерваторіо)
- інтерфакультет (Interfacoltà:Polo di Mediazione Linguistica — Сесто-Сан-Джованні) — проміжні курси[10]

### Логотип
Логотип складається з двох елементів: зображення Мінерви і напису «Università degli Studi di Milano» (шрифт Палатіно).

## Лінки
- Офіційний сайт університету
- Книги про історію Università degli Studi di Milano
- Студентський форум